# Cropley Ashley-Cooper (6e comte de Shaftesbury)
Pour les articles homonymes, voir Ashley-Cooper, Ashley et Cooper.
Cropley Ashley-Cooper, 6e comte de Shaftesbury (21 décembre 1768 - 2 juin 1851), titré l'honorable Cropley Ashley-Cooper jusqu'en 1811, est un homme politique britannique. Il est le père du réformateur social Anthony Ashley-Cooper (7e comte de Shaftesbury).

## Biographie
Il est le fils cadet d'Anthony Ashley Cooper (4e comte de Shaftesbury) et de sa deuxième épouse, Mary, fille de Jacob Bouverie (1er vicomte Folkestone). Il fait ses études à la Winchester School et à Christ Church d'Oxford .

## Carrière politique
Il est élu député de Dorchester en 1790, poste qu'il occupe jusqu'en 1811, quand il succède à son frère aîné comme comte et entre à la Chambre des lords, où il occupe le poste de président des comités.

## Famille
Lord Shaftesbury épouse Anne, fille de George Spencer (4e duc de Marlborough) en 1796. Leur fille, Harriet Anne, épouse Henry Lowry-Corry et est la mère de Montagu Corry (1er baron Rowton). Lord Shaftesbury meurt en juin 1851, à l'âge de 82 ans. Son fils, Anthony, le réformateur social renommé, lui succède au comté. Lady Shaftesbury est décédée en août 1865, à l'âge de 91 ans .